# 1431
- Wikisource

| Calendário gregoriano                                                        | 1431 MCDXXXI                                           |
| Ab urbe condita                                                              | 2184                                                   |
| Calendário arménio                                                           | 880 – 881                                              |
| Calendário bahá'í                                                            | -413 – -412                                            |
| Calendário budista                                                           | 1975                                                   |
| Calendário chinês                                                            | 4127 – 4128 Início a 12 de fevereiro (aproximadamente) |
| Calendário copta                                                             | 1147 – 1148                                            |
| Calendário etíope                                                            | 1423 – 1424                                            |
| Calendários hindus - Vikram Samvat - Calendário nacional indiano - Cáli Iuga | 1486 – 1487 1352 – 1353 4531 – 4532                    |
| Calendário Holoceno                                                          | 11431                                                  |
| Calendário islâmico                                                          | 834 – 835                                              |
| Calendário judaico                                                           | 5191 – 5192                                            |
| Calendário persa                                                             | 809 – 810                                              |
| Calendário rúnico                                                            | 1681                                                   |
| Calendário solar tailandês                                                   | 1974                                                   |

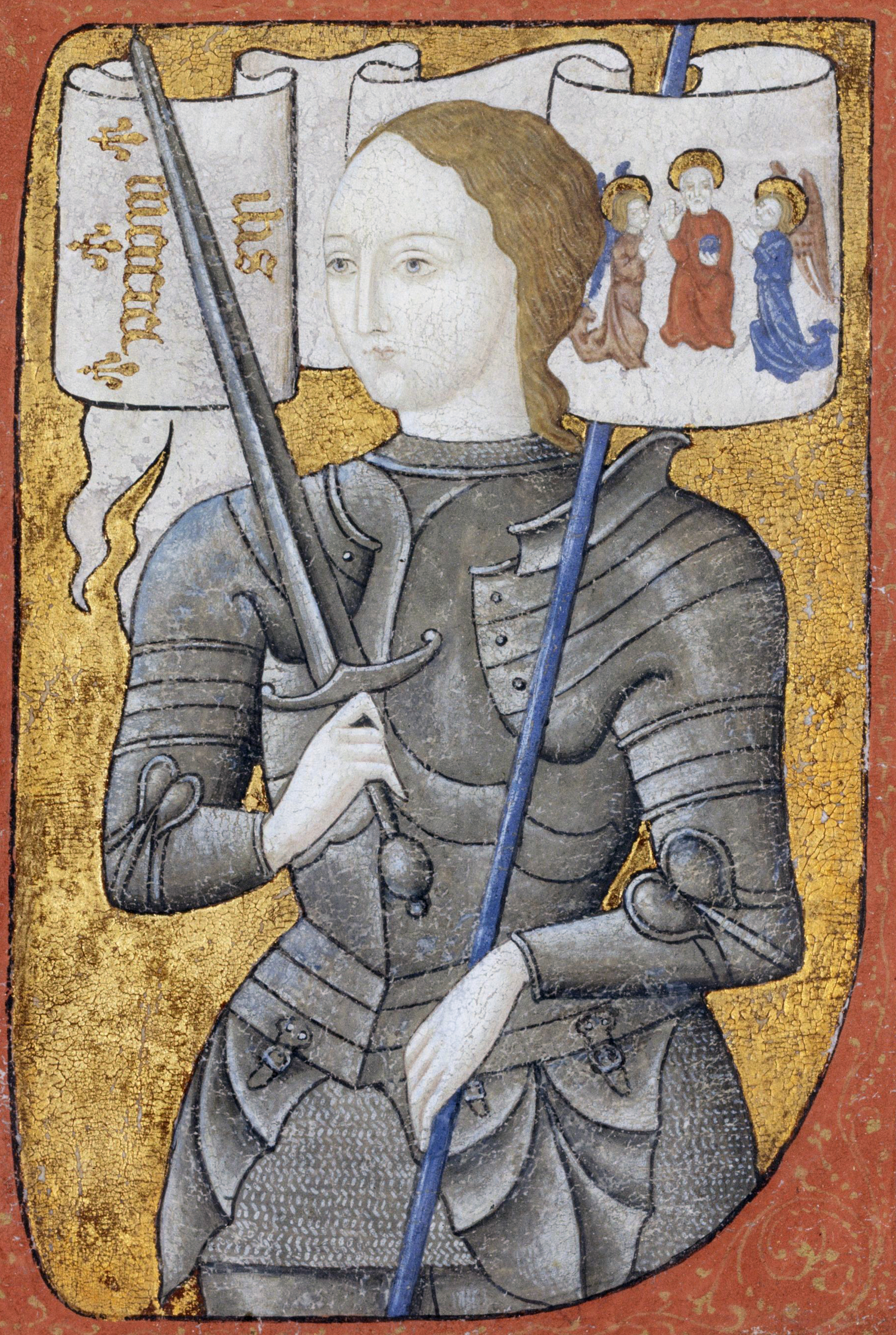
Joana d'Arc

1431 (MCDXXXI, na numeração romana) foi um ano comum do século XV do Calendário Juliano, da Era de Cristo, e a sua letra dominical foi G (52 semanas), teve início numa segunda-feira e terminou também numa segunda-feira.
| Ano completo                         |
| ------------------------------------ |
| Ano comum com início à segunda-feira |

## Eventos
- 21 de fevereiro —Santa Joana d'Arc é ouvida pela primeira vez no seu julgamento, que tinha começado a 9 de janeiro.
- 3 de março — Eugénio IV torna-se papa.
- 1 de julho
  - Batalha de Higueruela, entre o Reino de Castela e o Emirado de Granada, levando a um modesto avanço do Reino de Castela durante a Reconquista.
  - Batalha de Domažlice, entre os Hussitas e o Sacro Império Romano-Germânico.
- 25 de julho — Início do Concílio de Basileia-Ferrara-Florença, o 17º concílio ecuménico da Igreja Católica. Entre as principais decisões deste concílio, estão a união com as igrejas orientais e o reconhecimento de poderes sobre a Igreja Universal[desambiguação necessária] ao pontífice romano.
- Verão — Gonçalo Velho Cabral descobre os ilhéus das Formigas e, no ano seguinte (1432) as ilha de Santa Maria e de São Miguel,[1].
- Outubro - Tratado de paz de Medina del Campo entre o Reino de Castela e o Reino de Portugal, que será rectificado um ano depois.
- 16 de dezembro — Henrique VI de Inglaterra é coroado Rei de França na Catedral de Notre-Dame de Paris, segundo as disposições do Tratado de Troyes que não foram depois reconhecidas pelos franceses.
- Vlad II Dracul, voivoda da Valáquia e pai de Vlad III, o Empalador (Draculea), é investido na Ordem do Dragão (Ordo Dracul).

## Nascimentos
- 1 de janeiro — Papa Alexandre VI (m. 1503).
- 26 de outubro — Hércules I d'Este, duque de Ferrara e de Módena e Reggio  (m. 1505).
- Novembro ou  dezembro — Vlad III, o Empalador (Vlad Tepes, Draculea), Príncipe da Valáquia.
- Beato Amadeu da Silva, nobre português e beato católico.  (m. 1482).
- Jasper Tudor, 1º duque de Bedford, 1º conde ou earl de Pembroke e tio de Henrique VII de Inglaterra  (m. 1495).

## Mortes
- 20 de fevereiro — Papa Martinho V  (n. 1368).
- Março — Maomé VIII, 14.º rei Reino Nacérida de Granada, que reinou em duas ocasiões entre 1417 e 1429  (n. 1409).
- 30 de maio — Santa Joana d'Arc, de 19 anos, é queimada na fogueira por bruxaria.
- 1 de novembro — Nuno Álvares Pereira, general, santo condestável, português (n. 1360).
- Nuno Freire de Andrade, o Mau, nobre galego, senhor de Pontedeume e Ferrol.
- Gasparino Barzizza, humanista italiano  (n. 1360).